# جیم پترسون
جیم پترسون (به سوئدی: Jim Pettersson) (زاده ۲ نوامبر ۱۹۸۳) کشتی گیر کشور سوئد است.از افتخارات وی می‌توان به کسب مدال برنز وزن ۸۰ کیلوگرم در مسابقات قهرمانی کشتی جهان ۲۰۱۴ اشاره کرد. 